# 分詞
分詞（ぶんし）は準動詞の一種であり、動詞が形容詞としての用法をあわせ持つものである。分詞には現在分詞と過去分詞、ラテン語や古代ギリシア語などには未来分詞がある。分詞は形容詞としての機能を持つのが普通だが、分詞構文では副詞としての機能も持つ。
「分詞」という用語は印欧語に対して用いることが多いが、その他の言語でも類似の活用形に用いることがある。
また、ロシア語等では分詞に類するものとして、動詞から派生した形容詞・副詞である形動詞・副動詞がある。

## 現在分詞
主に形容詞を動詞から派生させる場合に用いる。不完全他動詞の目的格補語になったり、分詞構文を形成したりすることができる。また、英語では存在動詞とともに進行形を表現する。
スペイン語 (gerundio) では、-ar からは -ando、 -er, -ir からは -iendo をつけて作る（ラテン語の現在分詞に由来する語尾 -ante, -iente を持つ形を能動分詞とすることもあるが一般的ではなく、独立した形容詞・名詞とするのが一般的）。イタリア語では、-ante, -ente をつけて作る。フランス語では、-ant をつけて作る。ドイツ語では、 -end をつけて作る。英語でもかつては -ende をつけて作ったが、動名詞の -ing と混同されて同形となった結果、現在では -ing をつけて作る。
アラビア語では能動分詞ともいう。

### 例文
- 英語：I am reading the book. （私はその本を読んでいます。）
- 英語：The sleeping baby is my brother. （その眠っている赤ん坊は私の弟です。）
- ドイツ語：das singende Mädchen. （歌っている女の子。）
- イタリア語：Questa è una parola derivante dal latino. （これはラテン語に由来する言葉です。）
- スペイン語：Estoy estudiando.（私は勉強しています。）

## 過去分詞
主に受動態および完了形を作る。
英語では規則変化動詞の場合は動詞の原形に-edを付けて作る。不完全他動詞の目的格補語になったりする。通常他動詞が過去分詞形になった場合は受動態、自動詞の場合は完了形を形成する。また現在分詞と同様に分詞構文を形成することができる。スペイン語 (participio) では、ar からは -ado、 -er, -ir からは -ido をつけて作る。
フランス語では、-é(e) をつけて作る。
ドイツ語では、語頭に ge- を、語尾に -t を付けて作る。分離動詞の場合は前綴りと基礎動詞の間に -ge - を挟み、語尾に -t を付けて作る。形容詞的に使われる場合は-tの後に形容詞としての格語尾を付ける。
ラテン語では完了分詞、アラビア語では受動分詞という。

### 作り方
- 規則動詞の場合は過去形と同じ。

### 例文
- 英語：A Mouse is eaten by a cat.（ねずみは猫に食べられる。）
- 英語：The letter written by Ren was long.（レンによって書かれた手紙は長かったです。）

## エスペラントの分詞
エスペラントの分詞はまず能動分詞と受動分詞とに分けられる。能動分詞は3種類あり、それぞれの語尾は、「能動分詞進行形」では -ant、「能動分詞完了形」では -int、「能動分詞未然形」では -ont である。受動分詞も3種類あり、それぞれの語尾は「受動分詞進行形」が -at、「受動分詞完了形」が -it、「受動分詞未然形」が -ot である。
また、これらの分詞語尾に名詞語尾 -o がつけば分詞名詞に、形容詞語尾 -a がつけば分詞形容詞に、副詞 -e がつけば分詞副詞となる。言語名の Esperanto（エスペラント）も esperi（希望する）という動詞不定形の能動分詞進行形 esperant に名詞語尾 -o をつけた分詞名詞である。
- Mi estas skribanta.（私は書いているところです。）
- Ludanta knabo estas sana.（遊んでいる少年は健康です。）
- La letero estas skribita de la reĝo（その手紙は王によって書かれています。）
- Manĝante, mi legis libron.（食べながら、私は本を読みました。）